# ViXra
viXra是一个收集论文预印版的网站，由英国独立物理学者菲利普·吉布斯（ Philip Gibbs）于2009年建立。正如其命名，viXra的定位是为优势的知名的学术论文预印版网站arXiv的替代品。其名称来自arXiv的倒写。

## 简介
viXra收录的论文分为7个领域：物理学、数学、计算科学、生物学、化学、人文科学和其他，主要集中在物理学和数学。与学术期刊以及arXiv等预印版网站不同的是，viXra不要求投稿的作者有任何学术机构的挂靠，也不设准入标准和质量门槛。除规定禁止的“庸俗，诽谤，剽窃或危险的误导”外，viXra允许任何人发表任何论文。 结果，该站点因托管“不感兴趣的材料”而在物理学家中享有盛誉。物理学家杰拉德·特·胡夫特(Gerard't Hooft)写道：“当论文在viXra中发表时，通常表明它不太可能包含可接受的结果。这（注：包含可接受的结果）虽然可能，但与此相反的可能性相当大。（虽然我确知某些例子）” 
起初，吉布斯发起该项目是提供一个平台支持那些认为自己论文被arXiv不公平拒稿或重新分类的学者。至2013年，已有4000余预印版论文，至2020年6月达到35,933篇。